# Genicanthus
Genicanthus (Lacépède, 1802) è un genere di pesci d'acqua salata appartenenti alla famiglia Pomacanthidae.

## Distribuzione e habitat

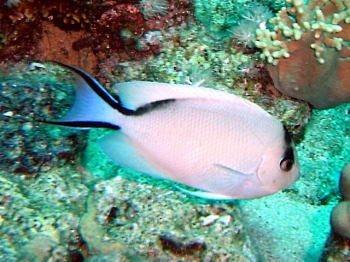
Genicanthus caudovittatus

Tutte le specie sono diffuse nell'Indo-Pacifico, dove abitano barriere coralline e coste rocciose.

## Acquariofilia
Quasi la totalità di specie di Genicanthus sono commercializzate per l'acquariofilia, e spesso ospitate in acquari pubblici.

## Tassonomia
Al genere sono ascritte 10 specie:
- Genicanthus bellus Randall, 1975
- Genicanthus caudovittatus (Günther, 1860)
- Genicanthus lamarck (Lacepède, 1802)
- Genicanthus melanospilos (Bleeker, 1857)
- Genicanthus personatus Randall, 1975
- Genicanthus semicinctus (Waite, 1900)
- Genicanthus semifasciatus (Kamohara, 1934)
- Genicanthus spinus Randall, 1975
- Genicanthus takeuchii Pyle, 1997
- Genicanthus watanabei (Yasuda & Tominaga, 1970)